# Широков Юрій Михайлович
Ю́рій Миха́йлович Широков (* 21 червня 1921 — † 5 липня 1980) — фізик, математик, професор.
У 1948 закінчив МДУ. Працював в тому ж університеті, потім в Математичному інституті імені В. А. Стєклова РАН. Опублікував більше сотні наукових праць. Серед них найбільш відомі підручник ядерної фізики, Алгебра узагальнених функцій та «Єдиний формалізм для класичної та квантової механіки». Праці Широкова перекладені на іноземні мови.

## Алгебра узагальнених функцій
Широков розробив алгебру узагальнених функцій.

Ця алгебра використовується для опису сингулярних систем.
.

## Класична та квантова механіки
Звичайно Широков був не перший, хто відзначив, що квантова механіка має багато класичних граничних переходів. Постійна Планка {\displaystyle ~\hbar ~} зустрічається в багатьох співвідношеннях, і існує багато можливостей для збереження деяких параметрів постійними, або навіть зміни їх всіх, розглядаючи границю {\displaystyle ~\hbar \rightarrow 0~}.
Найпоширенішими класичними граничними випадками квантової механіки є класичні хвилі матерії та механика Н'ютона.
Широков систематизував розбудову класичних граничних переходів квантової механіки
. Подібна систематизація дозволила сформулювати єдиний формалізм для класичної та квантової теорій розсіювання

та сформулювати аксіоми класичної та квантової механіки в рамках єдиного формалізму
.

## Розвиток широковських ідей
Найважливіші ідеї Широкова в квантовій механіці та теоретичній фізиці ще не отримали належного розвитку.

До речі, теорія поля на мові хвильових пакетів (тобто без інтегралів, що розходяться) ще не розроблена.